# قائمة الثورات البركانية في القرن 21
هذه هي قائمة الثورات البركانية في القرن الـ21 على قياس 4 على الأقل على مؤشر التفجر البركاني (VEI)، بالإضافة إلى ثورات صغيرة بارزة. مع ملاحظة أنه قد تكون هناك العديد من الثورات الأخرى التي لم يتم تحديدها، والتقديرات لحجم الثورات يمكن أن تخضع لشكوك كبيرة.
| م ت ب | البركان             | البلد                       | السنة (الثوران) | الضحايا | ملاحظات |
| ----- | ------------------- | --------------------------- | --------------- | ------- | --- |
| 4     | أولوان              | پاپوا غينيا الجديدة         | 2000            |         | |
| 4     | Shiveluch           | روسيا                       | 2001            |         | |
| 1     | نيراجونجو           | جمهورية الكونغو الديمقراطية | 2002            | 47      | |
| 4     | Ruang               | إندونيسيا                   | 2002            |         | |
| 4     | Reventador          | الإكوادور                   | 2002            |         | |
| 4     | Manam               | پاپوا غينيا الجديدة         | 2004            |         | |
| 4     | Rabaul              | پاپوا غينيا الجديدة         | 2006            |         | |
| 4     | Mount Okmok         | الولايات المتحدة            | 2008            |         | |
| 4     | شايتن               | تشيلي                       | 2008            | 1       | |
| 4     | Kasatochi           | الولايات المتحدة            | 2008            |         | |
| 4     | Sarychev Peak       | روسيا                       | 2009            |         | |
| 4     | إيافيالايوكل        | آيسلندا                     | 2010            |         | تسبب في تعطل الطيران فوق أوروپا. |
| 4     | جبل ميراپي          | إندونيسيا                   | 2010            | 353     | تم اجلاء أكثر من 350 ألف شخص من المنطقة المتضررة. وتسببت أعمدة الرماد في تعطل كبير للطيران عبر جاوة. |
| 4     | جريمسڤونت           | آيسلندا                     | 2011            |         | |
| 5     | پوييهوي-كوردون كاوي | تشيلي                       | 2011            |         | تسبب في تعطل كبير لرحلات الطيران عبر نصف الكرة الأرضية الجنوبي، يشمل أمريكا الجنوبية وجنوب أفريقيا وأستراليا ونيوزيلندا، قاذفًا 0.7 كيلومتر مكعب. هذا هو أكبر ثوران بركاني في القرن الـ21 حتى الآن.                                                   |
| 4     | نابرو               | إريتريا                     | 2011            | 31      | |
| 2     | إتنا                | إيطاليا                     | 2013-           |         | تسبب ثوران في 16 مارس 2017 في إصابة 10 أشخاص، من بينهم طاقم تلفزيون بي بي سي نيوز، بعد انفجار الصهارة بعد اتصالها بالجليد. |
| 2     | جبل سينابونج        | إندونيسيا                   | 2014            | 15      | تسبب في العديد من التدفقات البركانية الفتاتية، مُؤديًا إلى فقدان حياة 15 شخص. |
| 4     | جبل كيلود           | إندونيسيا                   | 2014            | 2       | |
| 3     | جبل أونتيك          | اليابان                     | 2014            | 61+     | حدث ثوران تدفقي وتدفق بركاني فتاتي دون سابق انذار، مما تسبب في مقتل 61 شخص. أكثر ثوران بركاني فتكًا في اليابان منذ عام 1902، وأول حالات وفيات تحدث بسبب بركان في اليابان منذ 1991.                                                                    |
| 4     | كالبوكو             | تشيلي                       | 2015            | 0       | أول ثوران في كالبوكو منذ 1972. تم اجلاء 4,000 شخص على الأقل، ولم يتم الابلاغ عن وقوع ضحايا. |
| 2     | جبل سينابونج        | إندونيسيا                   | 2016            | 7       | جبل سينابونج استمر في الثوران، وتسبب في 7 وفيات على مدى مناسبتين مختلفتين. |
| 3     | سابانكايا           | پيرو                        | 2016            |         | ثوران الرماد البركاني حدث منذ 6 نوڤمبر 2016، نتج عنه عمود رماد وصل ارتفاعه إلى 3 كـم (1.9 ميل) بعد خمس أيام. واعتبارًا من يونيو 2017 وقع عمود الغاز المستمر فوق البركان وحدثت انبعاثات متكررة من الرماد تسببت في العديد من التنبيهات للسكان المحليين. |
| 3     | بركان فويجو         | جواتيمالا                   | 2018-           | 113     | مقتل 113 على الأقل وفقدان 332 بعد الثوران الأقوى للبركان منذ 1974. تسبب الرماد في إغلاق مطار لا أورورا الدولي في العاصمة مدينة جواتيمالا. |